# 르네 시모노
르네 시모노(프랑스어: Renée Simonot, 1911년 9월 10일 ~ 2021년 7월 11일)는 프랑스의 배우, 성우이다. 프랑스의 세계적인 배우 카트린 드뇌브의 어머니이다.